# Aneogmena secunda
Aneogmena secunda là một loài ruồi trong họ Tachinidae.